# Pseudotricimba anomala
Pseudotricimba anomala är en tvåvingeart som beskrevs av Ismay 1993. Pseudotricimba anomala ingår i släktet Pseudotricimba och familjen fritflugor. Inga underarter finns listade i Catalogue of Life.